# Charaxes ongeus
Charaxes ongeus är en fjärilsart som beskrevs av Stoneham 1932. Charaxes ongeus ingår i släktet Charaxes och familjen praktfjärilar. Inga underarter finns listade i Catalogue of Life.